# Ilarion Gagua
Ilarion Awksentis dze Gagua (ros. Илларион Авксентиевич Гагуа, ur. 1900 w Kotianeti w Gruzji, zm. 17 października 1951 w Abchazji) – Gruzin, funkcjonariusz radzieckich służb specjalnych, generał major.

## Życiorys
W 1916 skończył 5 klas szkoły w Baku, a w 1917 szkołę w Poti. Od grudnia 1917 do czerwca 1918 pracował w hydrotechnicznym oddziale budowy dróg na froncie tureckim w Trapezuncie, później pracował w swoim gospodarstwie, a od sierpnia 1919 do sierpnia 1920 w sklepie w porcie w Poti. Od sierpnia 1920 do lutego 1921 żołnierz 3 gruzińskiego pułku mienszewickiej armii, od marca do października 1921 w milicji w Poti, następnie w powiatowej Czece w Poti, od maja 1923 do stycznia 1926 w powiatowej Czece w Kutaisi, pełnomocnik biura politycznego, od stycznia 1926 do stycznia 1929 pełnomocnik GPU powiatu kutaiskiego. Od stycznia 1929 do marca 1931 szef Wydziału Tajnego GPU Abchaskiej ASRR, od marca 1931 do października 1934 szef Wydziału Tajno-Politycznego GPU/Zarządu NKWD Abchaskiej ASRR, od października 1934 do maja 1937 szef oddziału Wydziału Tajno-Politycznego Zarządu Bezpieczeństwa Państwowego (UGB) Zarządu NKWD Gruzińskiej SRR, od 13 stycznia 1936 starszy porucznik bezpieczeństwa państwowego, w grudniu 1936 przyjęty do WKP(b). Od maja 1935 do czerwca 1937 szef Miejskiego Oddziału NKWD w Poti, potem szef Oddziału 3 i następnie Oddziału 4 Wydziału 4 UGB NKWD Gruzińskiej SRR, od 20 marca do 21 listopada 1938 szef Zarządu NKWD Południowoosetyjskiego Obwodu Autonomicznego, 23 maja 1938 awansowany na kapitana bezpieczeństwa państwowego, od 21 listopada do 23 grudnia 1938 zastępca szefa Oddziału 1 Głównego Zarządu Bezpieczeństwa Państwowego. Od 23 grudnia 1938 do 29 kwietnia 1941 zastępca komendanta moskiewskiego Kremla, 28 grudnia 1938 awansowany na majora bezpieczeństwa państwowego, od 29 kwietnia do 31 lipca 1941 ludowy komisarz bezpieczeństwa państwowego Abchaskiej ASRR, od 16 sierpnia 1941 do 7 maja 1943 ludowy komisarz spraw wewnętrznych Abchaskiej ASRR, 5 maja 1942 mianowany starszym majorem bezpieczeństwa państwowego, 1942-1943 członek Rady Wojskowej 46 Armii, 14 lutego 1943 awansowany na komisarza bezpieczeństwa państwowego. Od maja 1943 do 28 października 1950 ponownie ludowy komisarz/minister bezpieczeństwa państwowego Abchaskiej ASRR, 9 lipca 1945 mianowany generałem majorem.

## Odznaczenia
- Order Czerwonego Sztandaru (dwukrotnie - 8 marca 1944 i 3 listopada 1944)
- Order Kutuzowa II klasy (23 lutego 1945)
- Order Wojny Ojczyźnianej II klasy (24 lutego 1946)
- Order Czerwonej Gwiazdy (dwukrotnie - 26 kwietnia 1940 i 3 grudnia 1942)
- Order „Znak Honoru”
- Odznaka "Honorowy Funkcjonariusz Czeki/GPU (XV)" (23 sierpnia 1937)

I 2 medale.